# Prosthetic Records
Prosthetic Records ist ein US-amerikanisches Musiklabel, das 1998 von E.J. Johantgen und Dan Fitzgerald, die beide Angestellte von Columbia Records sind, in Los Angeles, Kalifornien gegründet wurde. Das Label spezialisiert sich auf diverse Substile des Metal.
Prosthetic Records veröffentlichte die ersten beiden Studioalben von Lamb of God und hat derzeit auch u. a. mit der erfolgreichen Metalcoreband All That Remains einen Plattenvertrag.

## Aktuelle Bands (Auswahl)
- All That Remains
- Antagonist
- Beneath the Massacre
- Book of Black Earth
- Clinging to the Trees of a Forest Fire
- Dragged into Sunlight
- The Funeral Pyre
- Gojira
- Grief of War
- Negator
- Neuraxis
- Skeletonwitch
- SSS
- Testament
- Through the Eyes of the Dead

## Ehemalige Bands (Auswahl)
- The Acacia Strain
- Burn in Silence
- Caliban
- Canvas
- Goatsnake
- Grief of War
- Himsa
- Invocation of Nehek
- Kylesa
- Lamb of God
- Light This City
- Spite
- Year of Desolation